# Лаский, Станислав
Станислав Лаский (1491 — 29 марта 1550) — польский публицист и оратор, воевода серадзский (1543—1550), теоретик военного дела, путешественник и дипломат.

## Биография
Представитель польского шляхетского рода Ласких герба «Кораб». Старший сын воеводы ленчицкого и серадзского Ярослава Лаского (ум. 1521) и Сюзанны из Бонковы-Гуры (ум. после 1507). Братья — воевода серадзский Иероним Лаский (1496—1541) и известный деятель Польской Реформации Ян Лаский (1499—1560). Племянник примаса Польши и архиепископа гнезненского Яна Лаского.
В 1516—1518 годах Станислав Лаский вместе с братьями учился в Париже. Около 1520 года совершил паломничество в Святую землю, где получил звание рыцаря иерусалимского. В 1524 году посещал Эразма Роттердамского, затем два года находился в Париже. Служил дворянином при дворе короля Франции Франциска I Валуа, служил во французской армии и участвовал в 1525 году в битве при Павии. В 1526 году от имени короля Франции Франциска I ездил во главе посольства к чешским станам. В 1527 году от имени Яноша Запольяи Станислав Лаский ездил с дипломатической миссией во Францию и Англию. В 1528 году принимал участие во французской экспедиции в Неаполь, затем сопровождал своего брата Иеронима во время его посольства в Стамбул. В 1530 году воевал на стороне Яноша Запольяи против Фердинанда Габсбурга.
В 1531 году Станислав Лаский вернулся из Венгрии в Польшу, в 1543 году получил должность воеводы серадзского. В 1539 году ездил во главе польского посольства к курфюрсту Бранденбурга Иоахиму II, а в 1547 году — к германскому императору Карлу V на рейхстаг в Аугсбурге. В 1548 году получил во владение от нового польского короля Сигизмунда Августа ленчицкое староство.
Посетил Исландию, Святую Землю, Гренландию, Грецию и Северную Африку. Находился на дипломатической службе у короля Франции Франциска Валуа, короля Польши и великого князя литовского Сигизмунда Старого, короля Венгрии и князя Трансильвании Яноша Запольяи.

## Семья
В 1531 году женился на Беате Одровонж (ум. после 1546), дочери воеводы белзского и русского Яна Одровонжа (ок. 1478—1513) и Аны Ярославско-Тарновской (ум. после 1514). Дети:
- Николай Лаский (ум. 1572), секретарь королевский, кравчий надворный коронный (1556), староста мальборкский и красныставский
- Ян Лаский (ум. после 1552)
- Станислав Лаский (ум. 1564), каштелян иновлудзский
- Анна Лаская (ум. после 1568), 1-й муж староста опочновский Станислав Одровонж (ум. до 1554), 2-й муж с 1555 года воевода познанский Анджей Костелецкий (ум. 1565)
- Ядвига Лаская, 1-й муж Ян Ржешовский, 2-й муж подчаший черский Пётр Бейковский
- Катажина Лаская, 1-й муж Мацей Влодек, 2-й муж Марцин Кунат
- София Лаская, жена подкомория львовского Войцеха Старжеховского